# Denis Diderot
Denis Diderot (5 tháng 10 năm 1713 – 31 tháng 7 năm 1784) là một nhà văn và nhà triết học người Pháp.

## Tiểu sử
Denis Diderot sinh năm 1713 ở Langres, một thành phố cổ ở miền đông Pháp, trong một gia đình thợ rèn khá giả. Do khước từ ước muốn của dòng họ là phụng sự tôn giáo, Diderot đã phải sống lang thang bữa đói bữa no. Cái nghèo đeo đẳng ông cho đến những năm cuối cùng của cuộc đời. Ông ra đi vào năm 1784 tại thủ đô Paris.

## Sự nghiệp
Denis Diderot là một nhà triết học duy vật nổi tiếng. Ông là một nhà tư tưởng của giai cấp tư sản thế kỷ 18. Ông cũng là một "nhà thơ lớn, nhà họa sĩ lớn, nhà điêu khắc lớn, nhà nhạc sĩ lớn, tuy chưa từng làm thơ, vẽ tranh, soạn nhạc, tạc tượng".
Trong hệ thống triết học của mình, Diderot chịu ảnh hưởng từ nhiều nhà triết học lừng danh đương thời như Montesquieu, Voltaire, Jean-Jacques Rousseau, Paul Henri d'Holbach,... Đây là những con người được Diderot rất yêu quý.

### Quan niệm vềthế giớivà con người

#### Thế giới[3]
Diderot đã cho thấy tính duy vật triệt để khi nói về vấn đề này. Ông cho rằng thế giới là vật chất tồn tại khách quan trong trạng thái thường xuyên vận động. Vì vậy, khởi điểm của thế giới là phải bắt đầu từ vật chất.
| “               | Là một nhà vật lý và nhà hóa học nghiên cứu sự vật đúng như nó tồn tại trong giới tự nhiên chứ không phải trong đầu óc tôi. Tôi thấy những sự vật ấy đầy sức sống với tất cả tính chất phong phú của nó, với những thuộc tính năng lực hành động của nó. Tôi thấy những sự vật ấy di động trong vũ trụ, cũng như trong phòng thí nghiệm nơi mà một tia lửa kết hợp ba phần từ diêm tiêu, than và lưu huỳnh thì nhất định gây nổ. | ” |
| — Denis Diderot | |   |

Đối với nhà triết học này, không thể có hai thực thể như suy nghĩ của những ai theo nhị nguyên luận. Tất cả các sự vật hiện tượng trong thế giới đều có chung nguồn gốc vật chất. Vật chất là toàn bộ những vật thể có quảng tính, có hình thức, có tính chất không thể xuyên qua. Vật chất tồn tại trong không gian và thời gian. Đó là hai thuộc tính tồn tại khách quan của vật chất nên không thể chia tách. Diderot viết rằngː
| “ | Tôi không thể tách riêng, dù trong khi trừu tượng hóa, không gian và thời gian gắn với tồn tại. Đó tức là, cả hai thuộc tính ấy đều là đặc tính bản chất tồn tại | ” |

Thông quan việc phản bác quan điểm của Rousseau cho rằng vật chất là một thực thể trơ ỳ, Diderot đã khẳng định rằng vận động là một thuộc tính của vật chất chứ không phải là cái gán ghép từ bên ngoài vào. Với quan điểm này, Diderot đã có một đóng góp lớn cho chủ nghĩa duy vật thế kỷ 18. Nhiều nhà nghiên cứu cho rằng Diderot chính là nhân vật tạo ra cốt lõi của chủ nghĩa duy vật dương thời. Tuy không chặt chẽ bằng d'Holbach nhưng chí ít, Diderot đã tạo ra "một phong cách triết học duy vật mới".
Diderot đã chia vận động làm hai dạng vận động cơ giới (di chuyển vị trí trong không gian) và vận động bên trong (thay đổi từ bên trong).
Diderot cũng cho rằng vận động không phải là mặt đối lập của vật chất như các nhà triết học duy tâm đã nghĩ. Vận động không thể tách rời vật chất, do vậy trong giới tự nhiên không có cái gì đứng im tuyệt đối. Tuy nhiên, việc thừa nhận chỉ có hai hình thức vận động đã cho thấy một thực tế làː dù khoa học đang rất phát triển thời kỳ này thì các nhà triết học vẫn đang giậm chân tại chỗ trong quan niệm về vận động. Họ vẫn chịu ảnh hưởng không hề nhỏ từ cơ học Newton.
Thế giới vật chất, Diderot nghĩ rằng, là thế giới của các vật thể vô cùng phong phú và đa dạng. Ở đó, các dạng vật chất không ngừng biến đổi kẻ từ các phân tử nhỏ bé cho đến con người. Không gì khác hơn là một dây chuyền khăng khít.
| “ | Không nên nghĩ động vật bao giờ cũng đã và y như chúng ta quan sát thấy ngày nay. Đó là kết quả của một thời gian dài đã qua, sau thời gian đó màu sắc và hình dạng của động vật tưởng chừng như vẫn ở trạng thái tĩnh. Đó chỉ là tưởng chừng thôi | ” |

#### Con người[4]
Khi nói về con người Diderot yêu cầu phải xuất phát từ "người nào muốn trình bày trong Viện Hàn lâm quá trình hình thành của con người thì nhất thiết phải dựa trên những nhân tố vật chất, tác dụng của những nhân tố ấy đưa đến kết quả hợp lý là sản sinh một vật thể biết cảm giác, biết suy nghĩ, một vật thể vĩ đại, đáng ngạc nhiên, đang già cỗi, đang mất đi, chết đi, tan rã và trở lại đất đai phì nhiêu". Con người là sự thống nhất hữu cơ giữa linh hồn và thể xác. Trong đó linh hồn là tổng thể tất cả các hiện tượng tâm lý, vì thế linh hồn sẽ không là cái gì cả nếu không có thể xác của con người.
Con người không phải là đặc ân của Thiên Chúa. Sự hình thành và phát triển của nó như một chuỗi biến dịch của vật chất. Từ vật chất trở về vật chất. Quan điểm tuy na ná với quan điểm "thân cát bụi lại trở về cát bụi", nhưng nó khác ở chỗ con người là sự tự thân phát triển của vật chất. Linh hồn chỉ là trạng thái tâm lý được hình thành trong sự phát triển của vật chất để tạo ra một vật thể có suy nghĩ.

### Nhận thức luận[5]
Trong vấn đề này, Diderot đi theo lập trường cảm giác luận. Ông chia quá trình nhận thức làm hai giai đoạnː cảm giác và lý trí. Cảm giác là giai đoạn thứ nhất của nhận thức giới tự nhiên. Nó cũng là nguồn gốc mọi sự hiểu biết của chúng ta. "Ông xem cảm giác là bằng chứng về sự tồn tại của giới tự nhiên, lý trí là quan tòa dùng để kiểm soát cảm giác. Vì vây, các triết gia duy tâm phủ nhận sự tồn tại của các sự vật khách quan ở bên ngoài chúng ta chỉ là "một cơn mê sảng khi đàn phong cầm biết cảm giác tưởng rằng nó là nhạc cụ duy nhất trên thế giới, rằng sự nhioj nhàng của vũ trụ đều diễn ra ở nó"".
Diderot đã tiến bộ ở chỗ ông đã phỏng đoán được mối quan hệ hữu cơ giữa cảm giác và lý tính.

### Quan điểm xã hội[6]
Dù là một nhà duy vật nổi tiếng, Diderot lại cho thấy tư tưởng duy tâm ở vấn đề xã hội. Ông cho rằng phong tục tập quán tùy thuộc vào pháp luật và hình thức cai trị. Đối với một nhà nước thì sự cần thiết là là luật pháp của nhà nước phải phù hợp với yêu cầu của lý tính và đó là nền tảng của cuộc sống có đạo đức, cho công dân có học thức, có tự do và không đánh rơi mất cái thiện.

### Vấn đề tôn giáo[7]
Diderot cho rằng không có Chúa vì không cần đến Chúa vẫn có vạn vật. Vạn vật có gốc từ vật chất. Chúa là do con người thần thánh hóa điều kiện sống của mình mà tạo ra. Vì vậy, tôn giáo không tạo ra con người mà con người tạo ra tôn giáo. 
| “               | Không thể giả sử rằng có một thực thể nào đó đứng bên ngoài vũ trụ vật chất. Không bao giờ được giả sử như vậy, bởi từ trong giả sử ấy không rút ra được một kết luận nào cả | ” |
| — Denis Diderot | |   |

Vì vậy, nếu khoa học nối dài các giác quan của con người, chắp cánh cho trí tuệ của con người vươn xa thì sẽ thấy tôn giáo chỉ đem lại cho con người những bánh vẽ, vây quanh con người bằng những ảo tưởng của sự ngu dốt. "Chúa của những người Cơ Đốc giáo là người cha chỉ biết coi trọng đám mây chứ không lưu tâm gì đến những đứa con của ông ta" đang hiện hữu trên mặt đất.
Diderot giải thích rằng tôn giáo là đoạn dây cương mềm yếu, không đủ sức ngăn chặn hành vi phạm tội của con người, bởi vì cuộc sống trên mặt đất này đầy cám dỗ trong khi "sự đe dọa trừng phạt của địa ngục thì quá xa xôi" và chỉ có "trẻ con mới chấp nhận được".
Phê phán mạnh mẽ tôn giáo là thế, Diderot lại không chỉ ra được các yếu tố kinh tế - xã hội tạo nên tôn giáo, nên những giải pháp ông đưa ra để xóa bỏ tôn giáo như tiêu diệt giới tu hành, mở rộng hệ thống giáo dục không mang tính thực tế.

## Các tác phẩm
- Essai sur le mérite et la vertu, written by Shaftesbury French translation and annotation by Diderot (1745)
- Pensées philosophiques, essay (1746)
- La promenade du sceptique (1747)
- Les bijoux indiscrets, novel (1748)
- Lettre sur les aveugles à l'usage de ceux qui voient (1749)
- L'Encyclopédie, (1750-1765)
- Lettre sur les sourds et muets (1751)
- Pensées sur l'interprétation de la nature, essai (1751)
- Le Fils naturel (1757)
- Entretiens sur le Fils naturel (1757)
- Le père de famille (1758)
- Paradoxe sur le comédien (1758)
- Discours sur la poesie dramatique (1758)
- Salons, critique d'art (1759-1781)
- La Religieuse, Roman (1760; revised in 1770 and in the early 1780s; the novel was first published as a volume posthumously in 1796).
- Le neveu de Rameau, dialogue (1761?)
- Lettre sur le commerce de la librairie (1763)
- Mystification ou l’histoire des portraits (1768)
- Entretien entre D'Alembert et Diderot (1769)
- Le rêve de D'Alembert, dialogue (1769)
- Suite de l'entretien entre D'Alembert et Diderot (1769)
- Paradoxe sur le comédien (1769?)
- Apologie de l'abbé Galiani (1770)
- Principes philosophiques sur la matière et le mouvement, essai (1770)
- Entretien d'un père avec ses enfants (1771)
- Jacques le fataliste et son maître, novel (1771-1778)
- Supplément au voyage de Bougainville (1772)
- Histoire philosophique et politique des deux Indes, in collaboration with Raynal (1772-1781)
- Voyage en Hollande (1773)
- Éléments de physiologie (1773-1774)
- Réfutation d'Helvétius (1774)
- Observations sur le Nakaz (1774)
- Essai sur les règnes de Claude et de Néron (1778)
- Lettre apologétique de l'abbé Raynal à Monsieur Grimm (1781)
- Aux insurgents d'Amérique (1782)
- Salons

## Câu nói nổi tiếng
| “ | Địa ngục, thiên đường thì quá xa xôi, trong khi những cái cần cho sự sống thì lại ở ngay trước mắt. Điểm tốt của sai lầm nằm ở chỗ nó chỉ tồn tại nhất thời. | ” |